# Luis Martín Núñez
Luis Martín Núñez (Bilbao, 5 d'agost de 1966) és un exfutbolista basc, que ocupava la posició de defensa o centrecampista.

## Trajectòria
Després de passar per les categories inferiors de l'Athletic Club, el Getxo i el Barakaldo CF, al mercat d'hivern de la 88/89 fitxa pel RCD Espanyol. Eixa campanya l'equip català acaba baixant a Segona Divisió.
A la categoria d'argent, el defensa basc es fa amb la titularitat, tot disputant 31 partits. L'Espanyol hi puja de nou a la màxima categoria, i aleshores perd la seua condició per ser-hi suplent. L'estiu de 1991 fitxa pel Palamós CF, on juga dues campanyes a la Segona Divisió, en les quals hi seria titular.
Posteriorment, la seua carrera prossegueix per equips més modestos, com el FC Andorra o l'Amorebieta.